# Rossz álmok
A Rossz álmok (eredeti cím: The Gift) egy 2000-ben bemutatott amerikai bűnügyi thriller és horrorfilm Sam Raimi rendezésében. A forgatókönyvet Billy Bob Thornton és Tom Hopperson készítette, amelyet Thornton édesanyjának életéről mintáztak. A produkció főszerepében Cate Blanchett, Keanu Reeves és Giovanni Ribisi. A filmet öt Szaturnusz-díjra jelölték.
A premierje december 22-én volt limitált vetítéssel az Egyesült Államokban, Magyarországon 2001. április 19-től lehetett látni a mozikban.

## Cselekmény
Annie, egy háromgyermekes özvegy, a kisvárosi Brixtonban él. Férje egy évvel ezelőtt meghalt a város kábelgyárában történt robbanásban. Különleges tehetségével kártyákkal jósol az embereknek, hogy meg tudjon élni. Egyik ügyfele a mentálisan zavart Buddy autókereskedő, aki visszatérő rémálmáról mesél neki, amelyben egy kék gyémántot lát. A nő évek óta próbál neki segíteni. Annie a nagyobbik fiával is gondban van, mivel már többször verekedésbe keveredett az iskolában. A nő az igazgatói irodában találkozik először Jessicával, az igazgató jegyesével, és nyugtalanító látomása támad: Jessica hirtelen holtan, megkötözve és egy vízzel átitatott lepedőbe csavarva jelenik meg.
Annie vitába keveredik Donnie-val, aki rendszeresen veri a feleségét, Valerie-t. Mivel Annie azt tanácsolta Valerie-nek, hogy váljon el tőle, a férfi többször megfenyegeti Annie-t és a gyerekeiket. Nem sokkal később Annie-t rábeszéli barátnője, Linda, hogy menjen el vele egy partira. Miközben ott van, rajtakapja Jessicát a ház egyik sarkában, amint egy helyi ügyésszel szexel. Amikor visszatér a házába, a tévében egy fanatikus prédikáció megy, és a kártyái a Sátán szót formálják az ágyán. Az ablak nyitva van, és egy autó hangja hallatszik, ami arra utal, hogy a betolakodó éppen most hagyta el a házat. Annie felhívja a rendőrséget, és Donnie-t gyanúsítja, a rendőr azonban nem hiszi, hogy Donnie bement a házába.
Jessica eltűnésekor a rendőrség Annie-hez fordul. Annie álmában egy víztömeget lát, mögötte a fán a halott, becsomagolt Jessicát, előtte pedig egy hegedűművészt, aki visszafelé játszik a hangszerén. Amikor a rendőrség valóban megtalálja Jessica holttestét a környező tóban, amely Donnie-é, letartóztatják.
Később Buddy odasiet hozzá, mondván, hogy valami fontosat kell mondania neki. Annie azonban elhessegeti a férfit, mivel ő maga is lelkileg zaklatott az adott pillanatban. Aznap este Buddy anyja felhívja Annie-t, hogy valami rossz dolog történik Buddyval, és hogy azonnal jöjjön. Amikor megérkezik, Buddy apja egy székhez kötözve áll a kertben, miközben Buddy egy övvel veri őt. Kiderül, hogy az apja bántalmazta őt gyerekkorában, mert fehér mellénye alól kilátszik a hasa, amire egy kék gyémánt van tetoválva. Végül Buddy leönti apját benzinnel, és felgyújtja. A két nő már nem tud mit tenni, és hívják a mentőket. Az apát kórházba viszik, Buddy-t pedig elmegyógyintézetbe. Annie magát hibáztatja, amiért nem állt hamarabb Buddy mellé.
A bíróságon Donnie ügyvédje megpróbálja nevetségessé tenni Annie-t és becsmérli a látóképességét, azonban Donnie-t - akinek szintén viszonya volt Jessicával - bűnösnek találják.
A halott Jessicáról szóló látomások azonban nem szűnnek, így Annie hamarosan rájön, hogy Donnie ártatlan, Jessica gyilkosa pedig még mindig szabadlábon van. Mivel az ügyész - akinek szintén viszonya volt Jessicával - nem akarja újra megnyitni az ügyet, Annie Jessica vőlegényéhez, Wayne-hez fordul, akibe kezd beleszeretni. Wayne-nel együtt elautózik a tóhoz, ahol Jessica holttestét megtalálták. Ott Annie-nek újabb látomása van, és végre felismeri, hogy Wayne volt a gyilkos. Wayne megpróbálja megölni Annie-t, de a váratlanul megjelenő Buddy legyőzi. Annie az eszméletlen Wayne-t a rendőrségre viszi, ahol a férfi bevallja tettét. Amikor Annie elmeséli, hogy nem ő, hanem Buddy ütötte le Wayne-t, megtudja, hogy Buddy órákkal korábban öngyilkos lett, amikor felakasztotta magát az elmegyógyintézet fürdőszobájában.

## Szereplők
| Szerep               | Színész         | Magyar hangja       |
| -------------------- | --------------- | ------------------- |
| Annie Wilson         | Cate Blanchett  | Kiss Eszter         |
| Buddy Cole           | Giovanni Ribisi | Kálloy Molnár Péter |
| Donnie Barksdale     | Keanu Reeves    | László Zsolt        |
| Jessica King         | Katie Holmes    | Haffner Anikó       |
| Wayne Collins        | Greg Kinnear    | Lippai László       |
| Valerie Barksdale    | Hilary Swank    | Gubás Gabi          |
| Gerald Weems         | Michael Jeter   | Rudas István        |
| Linda                | Kim Dickens     | Spilák Klára        |
| David Duncan         | Gary Cole       | Háda János          |
| Annie nagymamája     | Rosemary Harris | n.a                 |
| Pearl Johnson seriff | J. K. Simmons   | Izsóf Vilmos        |
| Kenneth King         | Chelcie Ross    | Bácskai János       |
| Albert Hawkins       | John Beasley    | Bolla Róbert        |

további magyar hangok: Dobránszky Zoltán, Cs. Németh Lajos, Vári Attila

## Fogadtatás
A Rossz álmok jól teljesített a kasszánál, a becsült 10 millió dolláros költségvetést 44 millió dollár szárnyalta felül. A kritikusok viszont vegyesen reagáltak, a Rotten Tomatoeson a film 57%-ot ért el 122 értékelés alapján, míg a MetaCriticen 62 pontot kapott a 100-ból 29 vélemény alapján. A Rotten Tomatoes szerint habár a film A-listás színészeket vonultat fel, átlagos krimi marad, ami elfogadhatatlanul végződik. Peter Howell a Toronto Startól írja: „Igazából csak egyetlen okunk van megnézni a déli szörnyszülött show-t, Sam Raimi Rossz álmok című filmjét, és szerencsére ez a legjobb ok: megnézni a darab sztárját [Cate Blanchettet].”
Joe Morgenstern a The Washington Posttól azt írja: „Amikor a filmkedvelők visszatekintenek a 2001-es év legjobbjaira, még mindig Miss Blanchett alakításának szépségén, intelligenciáján és látszólag könnyed mesteri játékán fognak csodálkozni.” Ugyanúgy a The Washington Posttól Curt Fields szerint: „[A film] Annyira tele van sztereotípiákkal, hogy az már-már egy filmszerű déli vidéki szafari.”
A Rossz álmokat öt Szaturnusz-díjra jelölték.

## Fontosabb díjak és jelölések
| Esemény                    | Díj                | Kategória                                               | Eredmény |
| -------------------------- | ------------------ | ------------------------------------------------------- | -------- |
| 27. Szaturnusz-gála        | Szaturnusz-díj     | legjobb horrorfilm                                      | Jelölve  |
| 27. Szaturnusz-gála        | Szaturnusz-díj     | legjobb női főszereplő – Cate Blanchett                 | Jelölve  |
| 27. Szaturnusz-gála        | Szaturnusz-díj     | legjobb férfi mellékszereplő – Giovanni Ribisi          | Jelölve  |
| 27. Szaturnusz-gála        | Szaturnusz-díj     | legjobb női mellékszereplő – Hilary Swank               | Jelölve  |
| 27. Szaturnusz-gála        | Szaturnusz-díj     | legjobb forgatókönyv – Billy Bob Thornton, Tom Epperson | Jelölve  |
| 2001-es Teen Choice Awards | Teen Choice Awards | legjobb horrorfilm vagy thriller                        | Jelölve  |